# مجلس قضاء سطيف
مجلس قضاء سطيف. أنشأ بموجب الأمر 73-74 المؤرخ في 10 جويلية 1957 و الذي يتضمن إحداث مجالس قضائية. رئيس المجلس الحالي السيدة داود زبيدة والنائب العام بلالة جيلالي تقع بنايات المجلس في شارع شيخ العيفة بجيجل.